# IC 665
IC 665 је спирална галаксија у сазвјежђу Пехар која се налази на листи објеката дубоког неба у Индекс каталогу.
Деклинација објекта је - 13° 51' 58" а ректасцензија 11h 0m 29,9s. Привидна величина (магнитуда) објекта IC 665 износи 14,5 а фотографска магнитуда 15,3. IC 665 је још познат и под ознакама NPM1G -13.0307, PGC 170101.